# Bob Magnusson
William Robert „Bob“ Magnusson (* 24. Februar 1947 in New York City) ist ein Jazzbassist, der einerseits als Studiomusiker, andererseits als Leiter seiner Gruppe Road Work Ahead hervorgetreten ist.

## Leben und Wirken
Magnusson, Sohn eines klassischen Klarinettisten, studierte Waldhorn und wechselte 1967 zum Kontrabass. 1968 war er Mitglied der Buddy Rich Big Band, direkt danach und wiederum 1972/73 des San Diego Symphony Orchestra. Dazwischen begleitete er  Sarah Vaughan (1971–72, noch einmal 1975–76), um dann mit Art Pepper, Benny Golson, John Klemmer und  Joe Farrell zu arbeiten. Zwischen 1979 und 1982 bestand die eigene Band Road Work Ahead mit den Alben Revelation (1979) und Road Work Ahead (1980). Unter eigenem Namen erschien zudem Song For Janet Lee (1984). Mit dem Orchester von Nelson Riddle begleitete er von 1983 bis 1985 Linda Ronstadt. Als Studiomusiker in Los Angeles wirkte er an Einspielungen der Singers Unlimited, von Natalie Cole, Neil Diamond, Bonnie Raitt, 10,000 Maniacs und von Madonna mit. Weiterhin arbeitete er mit Jazzmusikern wie Bud Shank, Laurindo Almeida, Shorty Rogers, Bob Cooper, Lou Donaldson, Clifford Jordan, George Cables, Joe Pass, Carl Fontana, Kenny Barron, Freddie Hubbard, Holly Hofmann oder Slide Hampton.
Zudem war er zwischen 1977 und 1996 als Musikpädagoge am Musician's Institute in Hollywood tätig. 1998 wurde er Teil des Lehrkörpers am San Diego Mesa Community College und der Coronado School of the Arts, wo er Harmonielehre, Musiktheorie und Jazzimprovisation lehrt. 1999 erschien sein Buch The Art of the Walking Bass bei Hal Leonard.

## Diskographische Hinweise
- Liquid Lines (2005)
- Song for Janet Lee (1984, mit Bobby Shew und Hubert Laws)

## Lexigraphische Einträge
- Leonard Feather, Ira Gitler: The Biographical Encyclopedia of Jazz. Oxford University Press, New York 1999, ISBN 0-19-532000-X.
- Martin Kunzler: Jazz-Lexikon. Band 2: M–Z (= rororo-Sachbuch. Bd. 16513). 2. Auflage. Rowohlt, Reinbek bei Hamburg 2004, ISBN 3-499-16513-9.